# Schmarotzerraubmöwe
Die Schmarotzerraubmöwe (Stercorarius parasiticus) ist ein Meeresvogel aus der Familie Stercorariidae. Die zirkumpolar in den Tundren und Küstensümpfen Eurasiens und Nordamerikas brütende Art ist unter den Raubmöwen die häufigste Art, die in Mitteleuropa während der Zugzeiten an den Küsten beobachtet werden kann.

## Beschreibung

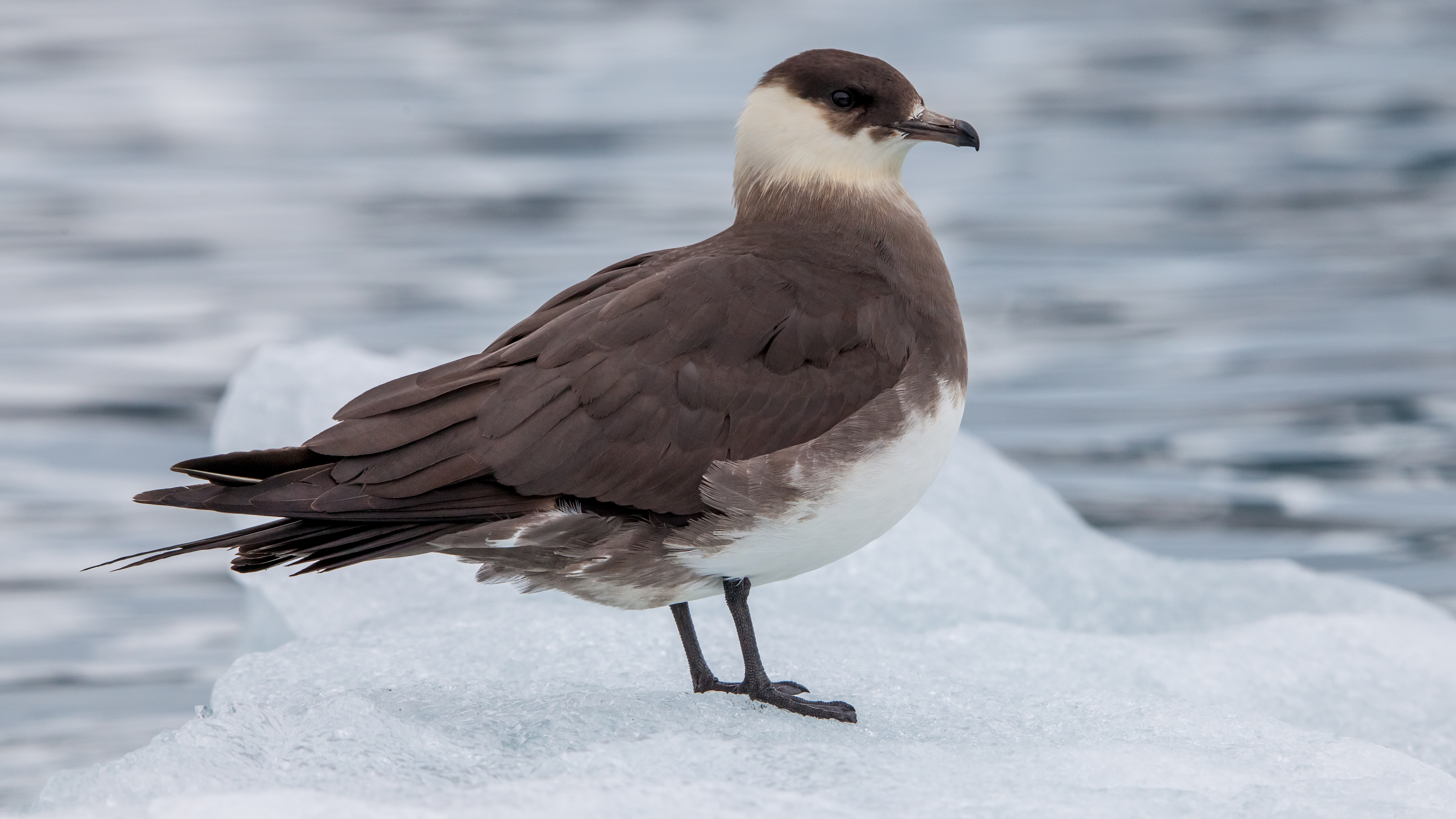
Schmarotzerraubmöwe auf einer Eisscholle vor Spitzbergen

Sie hat eine Länge von 44 bis 55 cm, ausgenommen die verlängerten Schwanzfedern, die im Sommer 7 bis 10 cm herausragen. Das Gefieder ist auf dem Rücken braun und unten aschgrau oder weiß mit einem gelblichen Anstrich am Hals. Die Flügel und der Schwanz sind nach außen schwarz und nach innen heller. Die Flügel haben weiterhin eine blitzförmige weiße Markierung. Der Schnabel ist an der Basis bläulich und an der Spitze schwarz. Es kommen auch jahreszeitliche Veränderungen vor.

## Verbreitung und Lebensweise
Die Brutgebiete der Schmarotzerraubmöwe liegen im Norden Eurasiens und Nordamerikas. In Europa liegen die südlichsten Vorkommen in Schottland. Die Nester liegen dabei in einer Vertiefung auf der trockenen Tundra oder auf Bergrücken bzw. auf Inseln. Manchmal werden auch verlassene Möwennester genutzt. Das Weibchen legt 4 Eier, die sie mit großem Einsatz schützt. Dabei startet sie wie andere Raubmöwen auch Angriffe auf die Köpfe von Menschen, die zu dicht ans Nest kommen. Die bei solch einem Angriff erlittenen Verletzungen sind nicht übermäßig gefährlich, aber es ist doch eine recht unangenehme Erfahrung.
Der Flug ähnelt dem eines Falken mit langsamen Gleitphasen, die ruckartig von blitzschnellen Sturzflügen oder Aufstiegen unterbrochen werden. Dabei jagen Schmarotzerraubmöwen Lemminge oder andere Nager des Brutgebietes. Oft berauben sie auch Möwen oder Seeschwalben ihrer Beute.

## Bestandsprognose

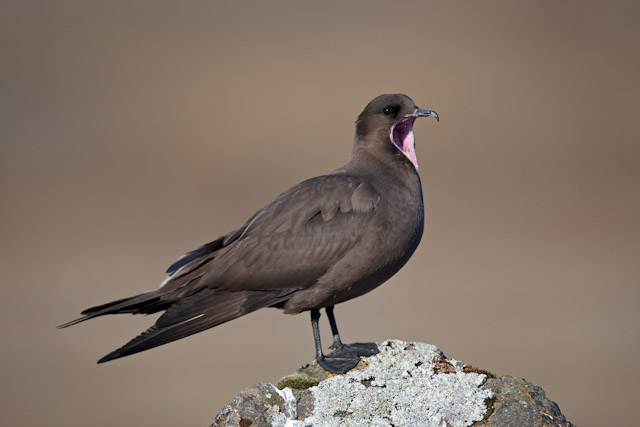
Dunkle Morphe

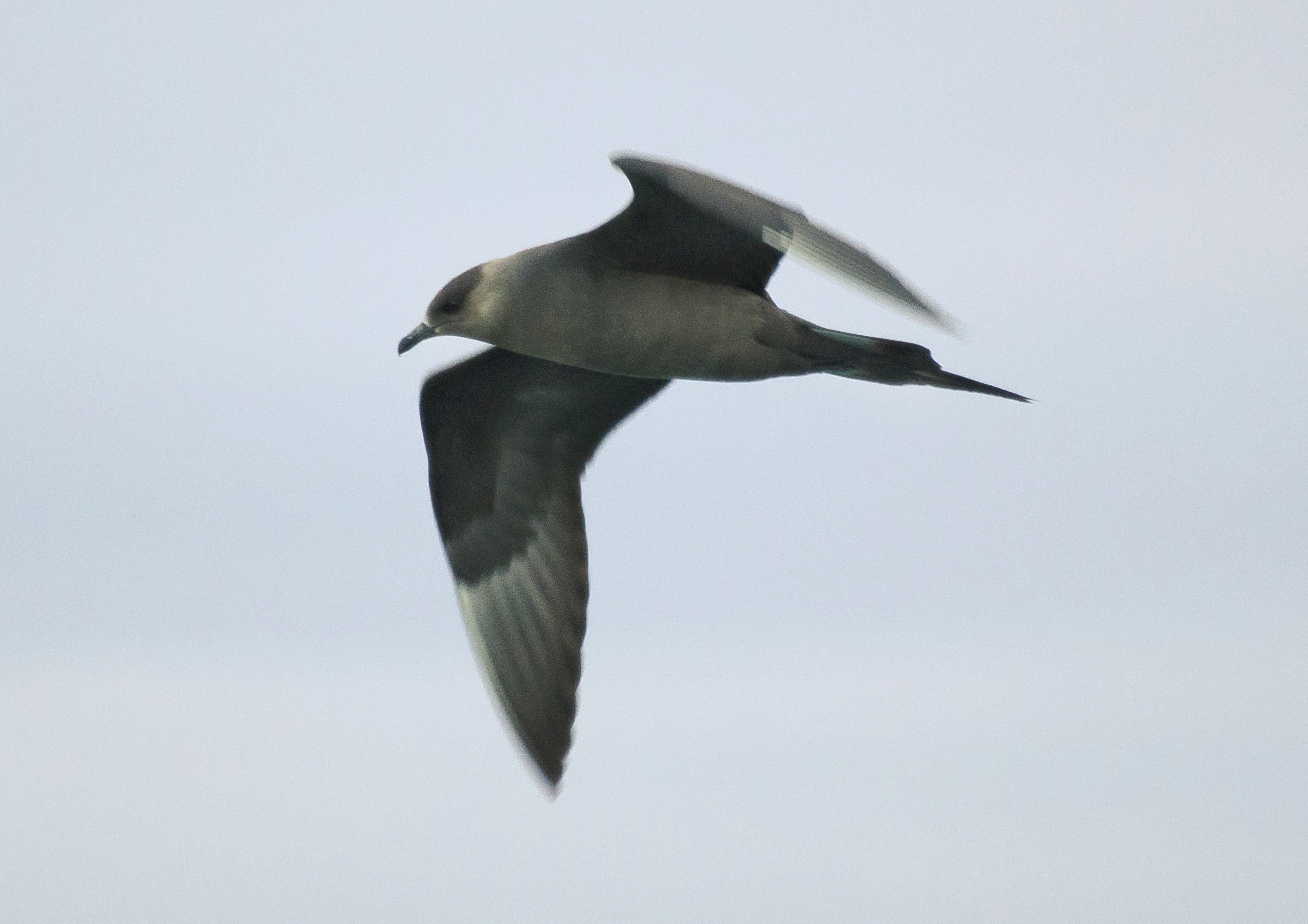
Dunkle Morphe im Prachtkleid

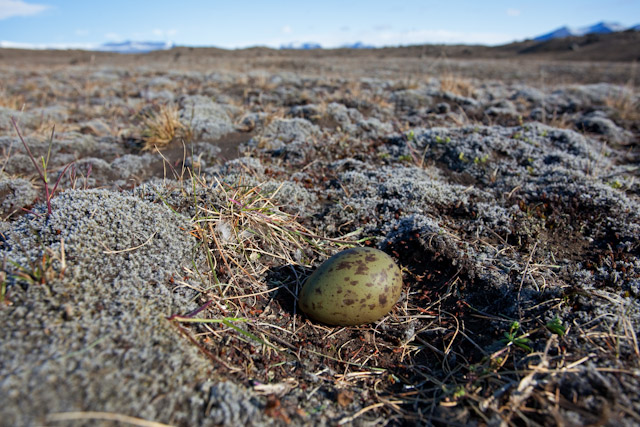
Brutplatz auf Island

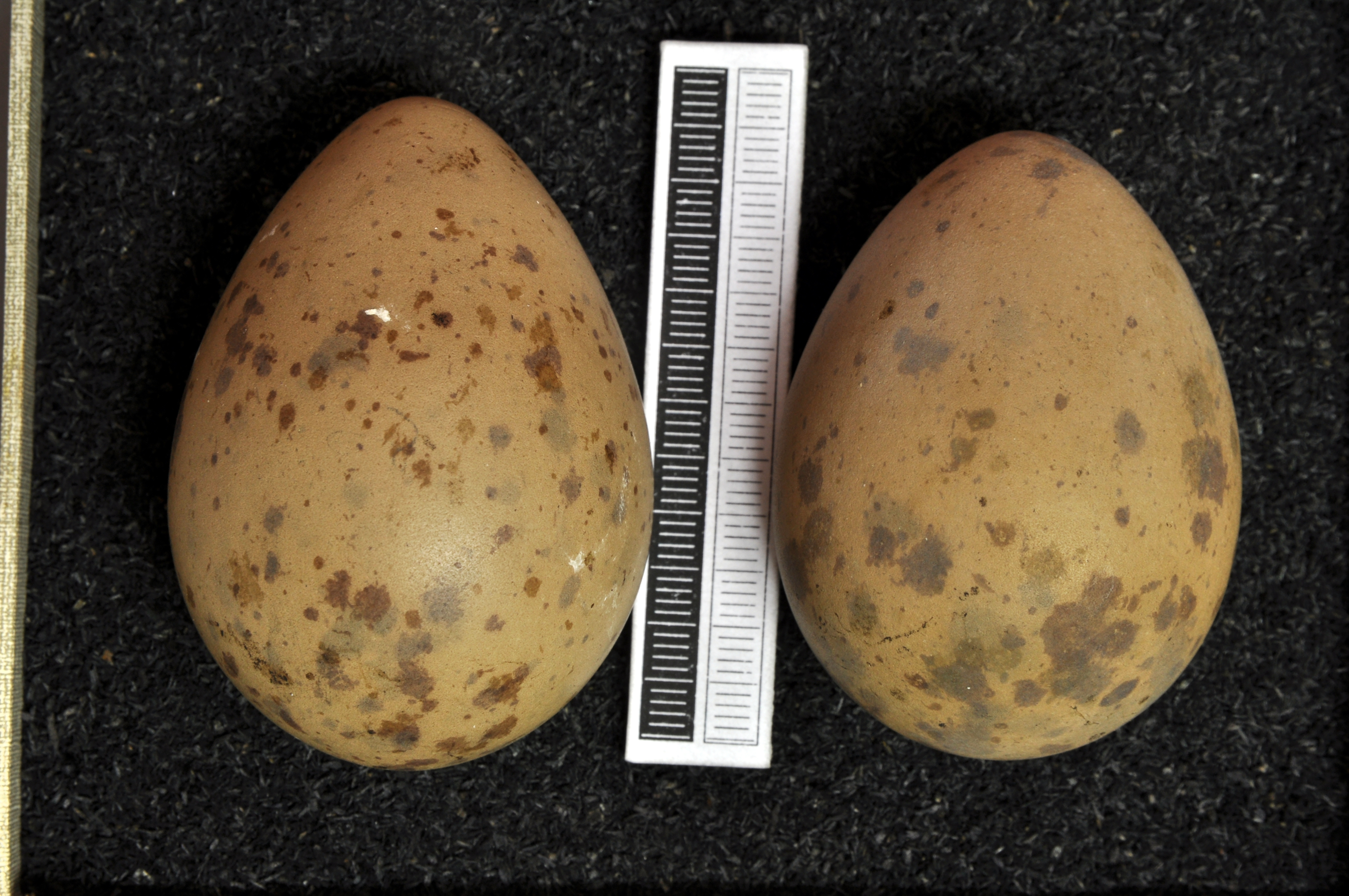
Gelege, Sammlung Museum Wiesbaden

Die Schmarotzerraubmöwe gilt als eine der Arten, die vom Klimawandel besonders betroffen sein wird. Ein Forschungsteam, das im Auftrag der britischen Umweltbehörde und der Royal Society for the Protection of Birds die zukünftige Verbreitungsentwicklung von europäischen Brutvögeln auf Basis von Klimamodellen untersuchte, geht davon aus, dass bis zum Ende des 21. Jahrhunderts das Verbreitungsgebiet der Schmarotzermöwe erheblich schrumpfen und sich nach Norden verschieben wird. Schottland, der Süden Norwegens und der größte Teil der baltischen Küsten werden dann der Art keine geeigneten Lebensräume mehr bieten können.

## Einzelbelege
1. ↑  Bauer et al., S. 551
2. ↑  Brian Huntley, Rhys E. Green, Yvonne C. Collingham, Stephen G. Willis: A Climatic Atlas of European Breeding Birds, Durham University, The RSPB and Lynx Editions, Barcelona 2007, ISBN 978-84-96553-14-9, S. 207